# 안드레스 에스코바르
안드레스 에스코바르 살다리아가(스페인어: Andrés Escobar Saldarriaga, 1967년 3월 13일 ~ 1994년 7월 2일)는 콜롬비아의 전직 축구 선수다. 남아메리카 굴지의 수비수로 활약하며 2회 연속 FIFA 월드컵 본선(1990, 1994)에 출전했으나, 홈팀 미국과의 1994년 FIFA 월드컵 A조 조별리그 2차전 경기에서 자책골을 기록하며 콜롬비아 대표팀의 16강 진출을 좌절시켰다는 이유로, 귀국 후 고향인 메데인의 한 나이트클럽에서 괴한이 쏜 총에 맞아 사망했다.

## 생애

### 1994년 FIFA 월드컵
콜롬비아는 당시 1994년 FIFA 월드컵 남미 지역 예선 1조 최종전 원정 경기에서 7년 전  월드컵 우승국이자 전 대회 준우승국인 아르헨티나를 5-0으로 대파하는 등 압도적인 경기력을 바탕으로 2회 연속 월드컵 본선 진출에 성공하며 펠레가 우승 후보로 꼽을 정도로 막강한 실력을 갖추고 있었다.
그러나 이듬해에 열린 1994년 FIFA 월드컵 본선 A조에서 게오르게 하지가 이끌던 루마니아와 개최국 미국에 연달아 패하며 조별리그에서 탈락하고 말았고 특히 당시 약체로 꼽히던 미국과의 2차전 경기에서 안드레스 에스코바르가 대회 유일의 자책골을 기록하며 1-2로 패한 것이 가장 뼈아팠다.
적어도 조별리그는 당연히 통과할 것으로 기대했던 콜롬비아 국민들은 1승 2패·A조 최하위로 조별리그에서 탈락한 국가대표팀을 향해 엄청난 비난을 퍼부었고 설상가상으로 콜롬비아 대표팀 선수들이 자국 내 범죄 조직인 메데인 카르텔로부터 살해 협박을 받았으며 실제로 그들을 죽이기 위해 움직이고 있다는 소문이 돌게 되었다. 
이를 두려워한 다수의 선수들은 귀국을 주저하였고 당시 콜롬비아 대표팀 사령탑이었던 프란시스코 마투라나 감독도 에콰도르로 피신해야 했을 정도였으며 그 중에서도 에스코바르는 자책골에 대한 책임감으로 귀국을 결심하기에 이른다.

### 살인 사건
귀국한 후 1994년 7월 2일 에스코바르는 자신의 여자친구와 메데인 교외의 한 술집에서 술을 먹고 나오는 길에 괴한의 총격을 받아 숨을 거두고 말았다.
여자친구의 증언에 따르면 괴한은 ‘자살골 참 고맙다’(Gracias por el autogol)라고 비아냥거렸으며 12발의 총탄을 발사하면서 한 발씩 쏠 때마다 ‘골’(Gol)이라고 외쳤다고 하는데 범인이 에스코바르에게 원한을 품고 저지른 범죄인지 아니면 콜롬비아에 거액의 돈을 걸었다가 돈을 날린 축구 도박 조직이 개입되었는지 여부는 여전히 의문으로 남아있다.
1994년 FIFA 월드컵 대회 기간 중에 일어난 에스코바르 피살 사건은 전 세계에 충격을 주었고 사건 직후에 열린 독일 대 벨기에 그리고 스페인 대 스위스의 16강전에서는 경기 개시 전에 그를 추모하는 묵념이 행해졌다.

#### 살인범의 정체
살인범의 정체는 전직 경호원 출신 움베르토 무뇨스 카스트로(스페인어: Humberto Muñoz Castro)로 그는 에스코바르를 살해한 혐의로 체포되었고 이듬해인 1995년에 유죄를 인정받아 43년형을 선고받았으나 나중에 26년형으로 감형되었다가 2005년에는 모범수로 인정받아 석방되었는데 무뇨스의 석방이 과연 정당한 것인가에 대해 콜롬비아에서 많은 논란이 있었다.

## 피살의 영향
- 그의 사후 4년간 대표팀의 2번은 결번으로 남아 있었다.
- 사망 12주기인 2006년 7월 2일에 최초의 FIFA 공인 길거리 축구(en) 대회인 street football world festival 2006이 개최되었는데 이 대회의 우승컵은 에스코바르를 기려 안드레스 에스코바르 컵(Copa Andrés Escobar)으로 이름이 붙었다.
- 대한민국에서는 그의 사후 ‘own goal’의 번역명을 자살골(自殺goal)에서 자책골(自責goal)로 바꾸게 되었다.

## 같이 보기
- 모아시르 바르보자 나시멘투
- 로베르토 바조